# El Tepetatillo
El Tepetatillo är en ort i Mexiko.   Den ligger i kommunen Villa García och delstaten Zacatecas, i den centrala delen av landet, 400 km nordväst om huvudstaden Mexico City. El Tepetatillo ligger 2 087 meter över havet och antalet invånare är 179.
Terrängen runt El Tepetatillo är platt åt sydväst, men åt nordost är den kuperad. Runt El Tepetatillo är det ganska glesbefolkat, med 50 invånare per kvadratkilometer. Närmaste större samhälle är Villa García, 10,3 km nordväst om El Tepetatillo. Omgivningarna runt El Tepetatillo är i huvudsak ett öppet busklandskap.